# Festung Olmütz
|  | – Gegenwärtige Bebauung im historischen Stadtkern |
|  | – Erhaltene Bestandteile der Festung Olmütz       |
|  | – Gegenwärtiger Flusslauf des Mlýnský potok       |

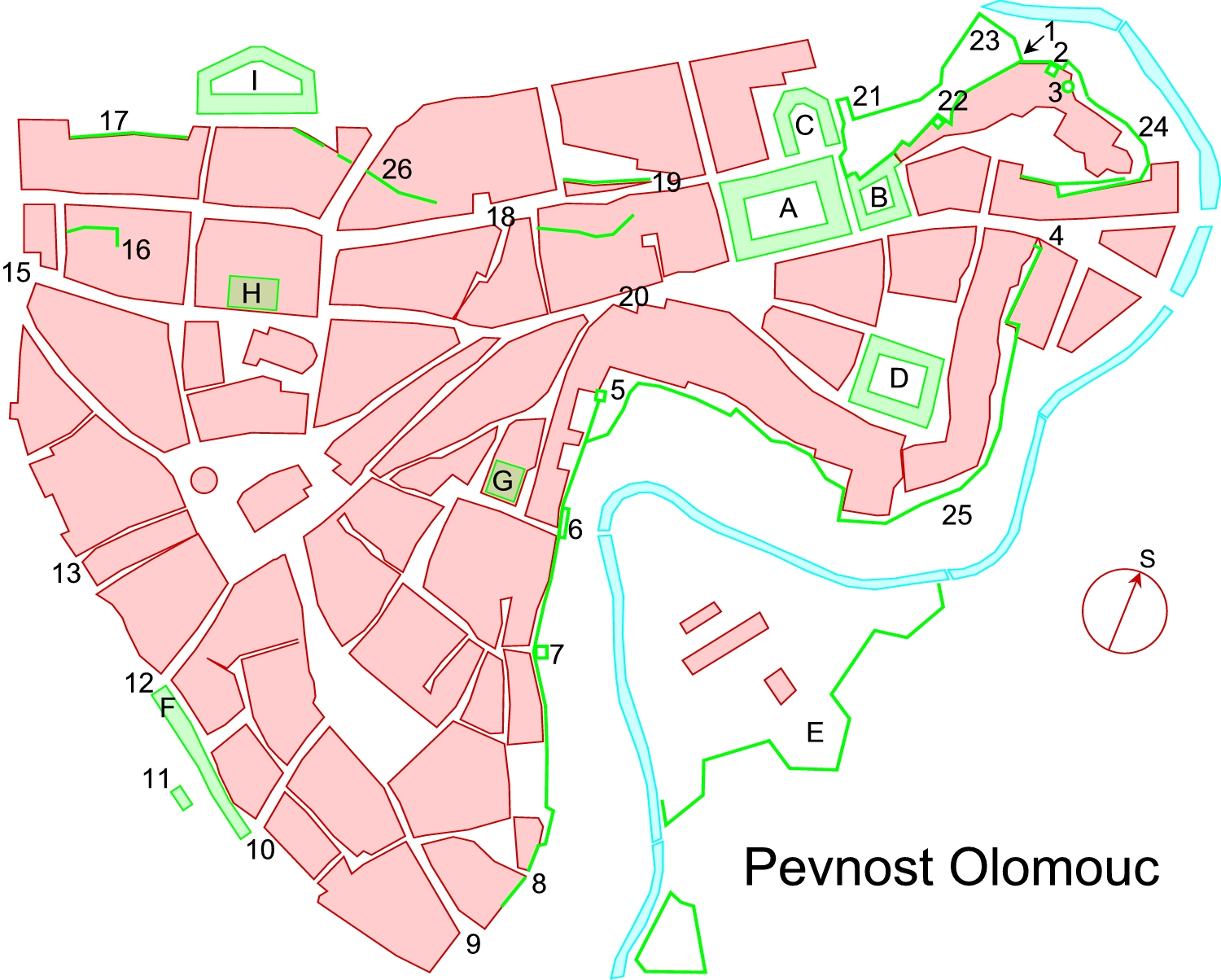
Lageplan der Festung Olmütz:
A – Haná-Kaserne (Hanácká kasárna)
B – Haus der Armee (Dům armády)
C – Armeebäckerei
D – Maria-Theresia-Zeughaus (Zbrojnice)
E – Kronenfestung (Korunní pevnůstka)
F – Wasserkaserne (Vodní kasárna)
G – Ort des abgerissenen Städtischen Zeughauses
H – Ort der abgerissenen Moritz-Kasernen
I – Altstadt-Kaserne
1 – Zigeunertor
2 – prismenförmiger Verteidigungsturm
3 – runder romanischer Turm
4 – Ort des abgerissenen inneren Burgtores
5 – Judentor (Židovská brána)
6 – Michaels-Vorsprung (Michalský výpad)
7 – Henkertor (Katovská branka)
8 – Ort des abgerissenen Blasiustors
9 – Ort des abgerissenen Katherinentors
10 – Ort des abgerissenen Unteren Tores
11 – Theresientor
12 – Ort des abgerissenen Mitteltors
13 – Ort des abgerissenen sog. Putzentürl-Pförtls
15 – Ort des abgerissenen Litoveler Tores
16 – Überreste der mittelalterlichen Befestigung mit Pulverturm
17 – Überreste der Renaissancebefestigung mit Rosentor
18 – Ort des abgerissenen Rohel-Tors (Rohelská brána) und des abgerissenen Wasserturms
19 – Ort des abgerissenen Barbarators mit Überresten spätgotischer Burganlagen
20 – Ort des abgerissenen Neuen Tores
21 – Überreste der Locatelli-Bastion
22 – ehemaliges Allerheiligentor
23 – Spitalsbastion
24, 25, 26 – Gürtel mittelalterlicher Burganlagen

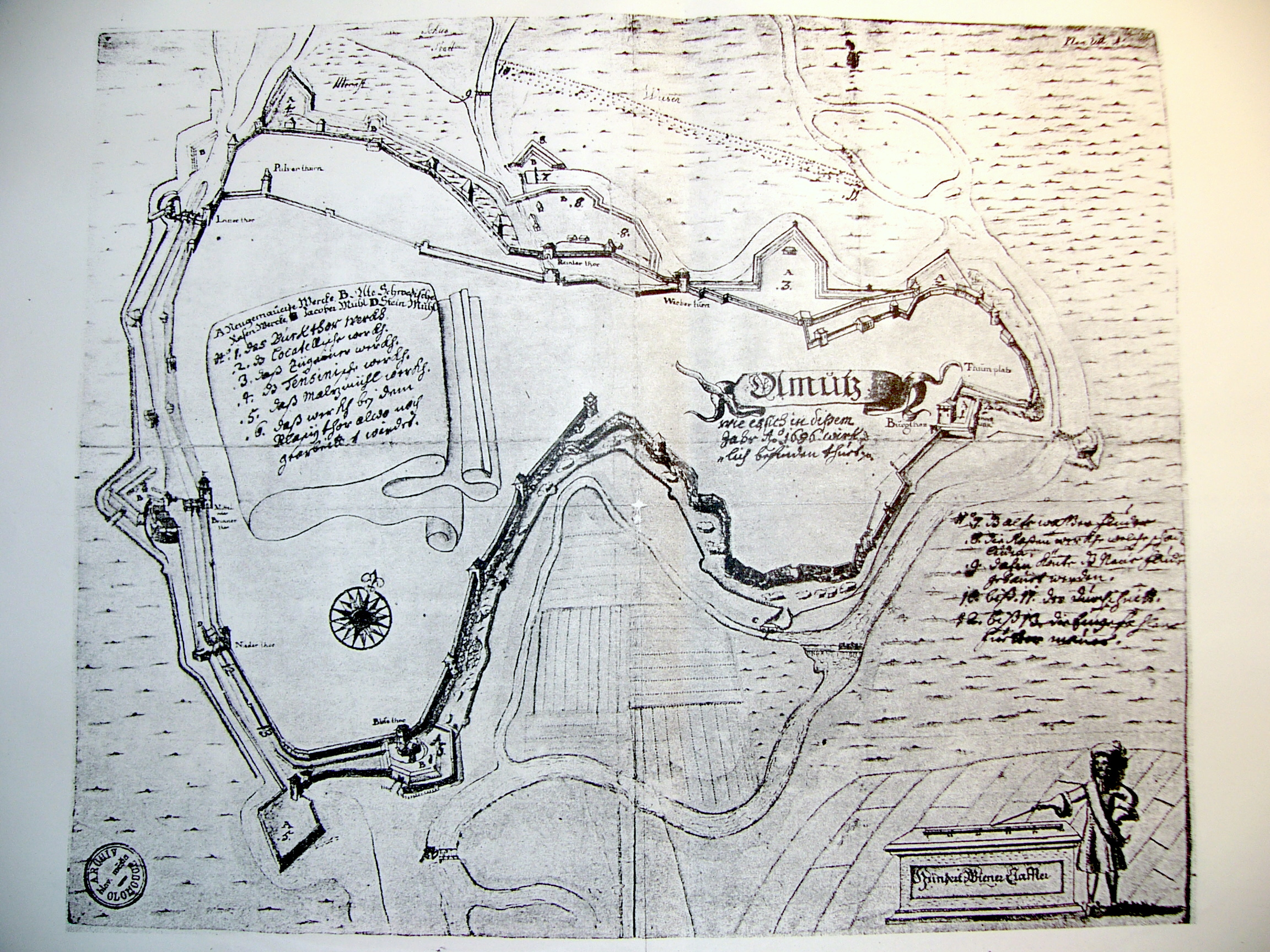
Festung Olmütz 1686

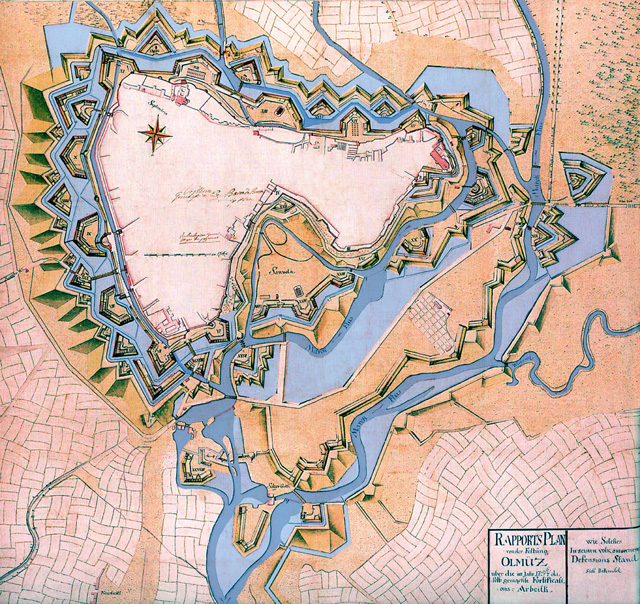
Festung Olmütz 1757

Als Festung Olmütz wurde seit dem 17. Jahrhundert die mährische Stadt Olmütz bezeichnet, deren Verteidigungsanlagen damals zur Befestigung der österreichisch-preußischen Grenze ausgebaut wurden. Sie wurden bis in die zweite Hälfte des 19. Jahrhunderts sukzessive vergrößert, bis sie aufgrund technischer Weiterentwicklungen der Artillerie obsolet und noch unter österreichischer Herrschaft größtenteils beseitigt wurden.

## Frühmittelalter
Erste Verteidigungsanlagen datieren auf die Zeit der Anfänge der Besiedlung durch Slawen Ende des 7. Jahrhunderts. Für das 9. und das frühe 10. Jahrhundert konnten Befestigungen aus der Epoche Großmährens auf dem Gebiet der historischen Innenstadt sowie in der damaligen Peripherie nachgewiesen werden.
Nach dem Untergang Großmährens geriet Olmütz unter den Einfluss der Přemysliden, unter denen die Stadt bis ins 12. Jahrhundert mit einer zweiteiligen Befestigung versehen wurde. Das umfriedete Stadtgebiet reichte damals etwa vom Domhügel, der bis heute noch als Olomoucký hrad [Olmützer Burg] bezeichnet wird, bis zum Judentor (Židovská brána).

## Mittelalter
Die eigentliche Stadt Olmütz wurde nach Magdeburger Recht zwischen 1239 und 1243 südlich der Burganlagen gegründet. Kurz darauf wurde mit ihrer permanenten Befestigung begonnen. Deren früheste schriftliche Erwähnung datiert auf das Jahr 1321. Teile dieser Gemäuer einschließlich zweier Türme sind bis heute erhalten. Das dem heutigen historischen Stadtkern ungefähr entsprechende Areal wurde bis ins 14. Jahrhundert durchgängig mit einer von mehreren Stadttoren durchbrochenen Mauer umgeben. Von diesen Toren ist das Judentor, welches bis ins 16. oder 17. Jahrhundert defensiven Zwecken diente, bis heute erhalten.

## 16. Jahrhundert bis Dreißigjähriger Krieg
Im 16. Jahrhundert wurden diverse Elemente der Befestigung – darunter mehrere Stadttore – ausgebaut beziehungsweise neu errichtet. Seit dem Olmützer Frieden 1479 blieb die Stadt für mehr als einhundert Jahre vom Krieg verschont bis zum Ausbruch des Dreißigjährigen Krieges.
Obwohl sich die Olmützer Stände am 11. Mai 1619 dem Ständeaufstand anschlossen, war die Stadt erst nach der Schlacht am Weißen Berg in die Kampfhandlungen des Dreißigjährigen Krieges involviert. Bei den Kampfhandlungen erwiesen sich die seit dem Mittelalter nur marginal verstärkten Stadtbefestigungen als unzureichend und veraltet, sodass bereits wenige Tage vor dem Eintreffen der Schweden ein beträchtliches Stück der Stadtmauern in den vorgelagerten Graben stürzte.
Im Frühjahr 1642 fiel das schwedische Heer unter Lennart Torstensson in Schlesien ein und rückte bis zum 10. Juni nach Olmütz vor. Das nur 8000 Mann zählende Schwedenheer konnte die kaiserlichen Truppen nach nur vier Tagen Belagerung zum Abzug in Richtung Brünn zwingen. Trotz der schnellen Einnahme fügten die schwedischen Angriffe vor allem den nördlichen Befestigungsteilen beträchtlichen Schaden zu. Um anrückende Feinde in weiterer Entfernung ausmachen zu können, wurden große Waldbestände im Umkreis der Stadt abgeholzt und Vorstädte dem Erdboden gleichgemacht. Im Zuge der Besetzung richteten die Schweden Olmütz zu ihren militärischen Zwecken her. So wurden z. B. in der Innenstadt mehrere Häuser abgerissen, und die Anzahl der betriebenen Stadttore wurde auf vier reduziert (Blasiustor, Burgtor, Rohel-Tor und Mitteltor). Neue Verteidigungsanlagen, vor allem an der Nordflanke, entstanden. Bis 1645 war Olmütz einer ständigen Blockade durch kaiserliche Truppen ausgesetzt, deren Besatzungsstärke in Abhängigkeit vom übrigen Kriegsgeschehen schwankte.
Die Zeit von 1646 bis zum Ende des Dreißigjährigen Krieges verlief in Olmütz dagegen ruhig und ohne bedeutende Kriegsereignisse. Aus diesem Grunde investierten die schwedischen Besatzer größeren Aufwand in die Reparatur und den Ausbau der heruntergekommenen Befestigungsanlagen. Dadurch gehörte die Stadt bei Kriegsende zu den am stärksten befestigten unter der Krone Böhmen; keineswegs jedoch erreichten die Baumaßnahmen der Schweden, bei denen es sich überwiegend um unter Zeitdruck und Geldmangel durchgeführte Ausbesserungen handelte, den zeitgemäßen Stand militärischer Technik.

## Österreichische Festungsstadt

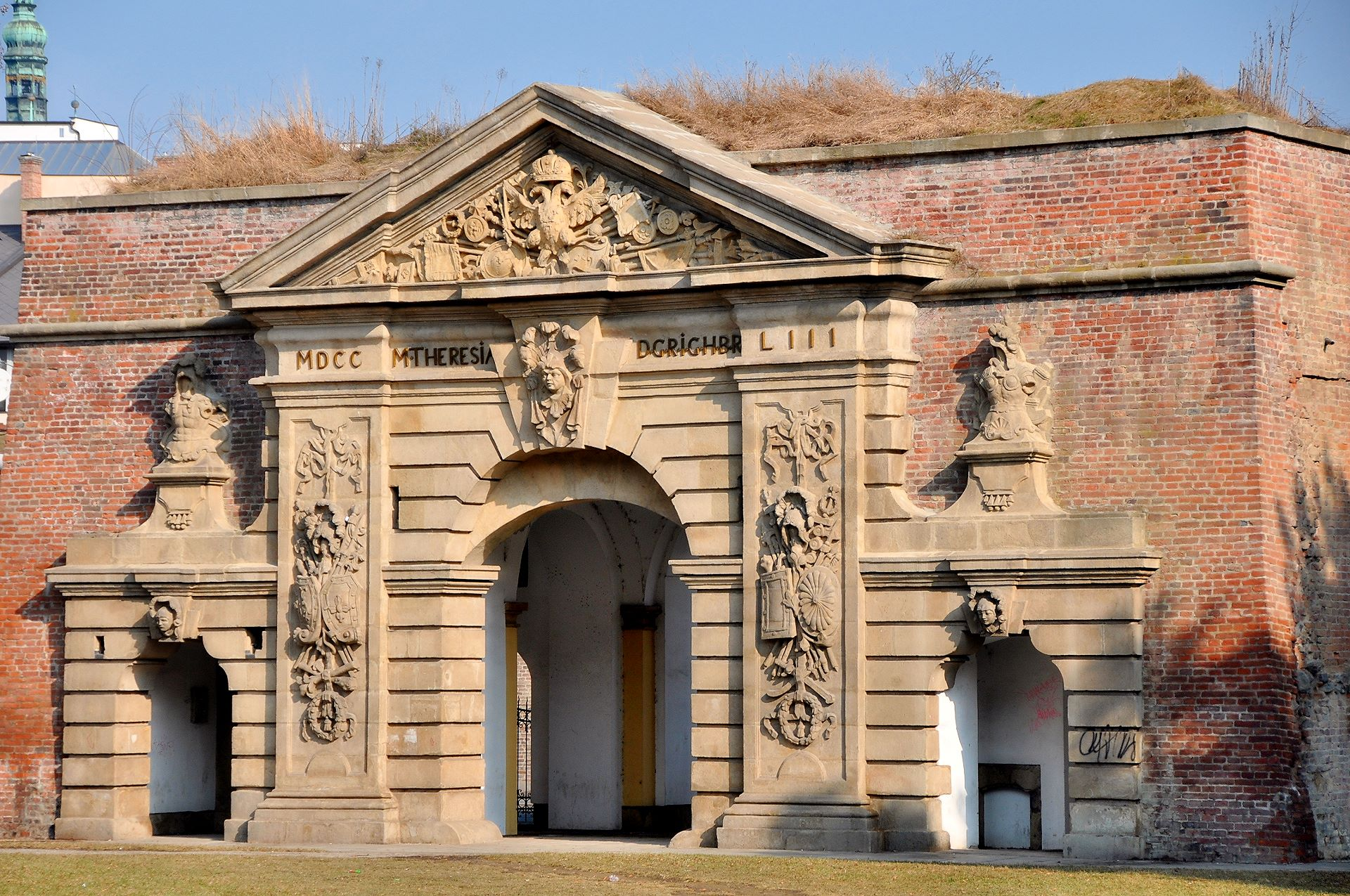
Das Theresientor

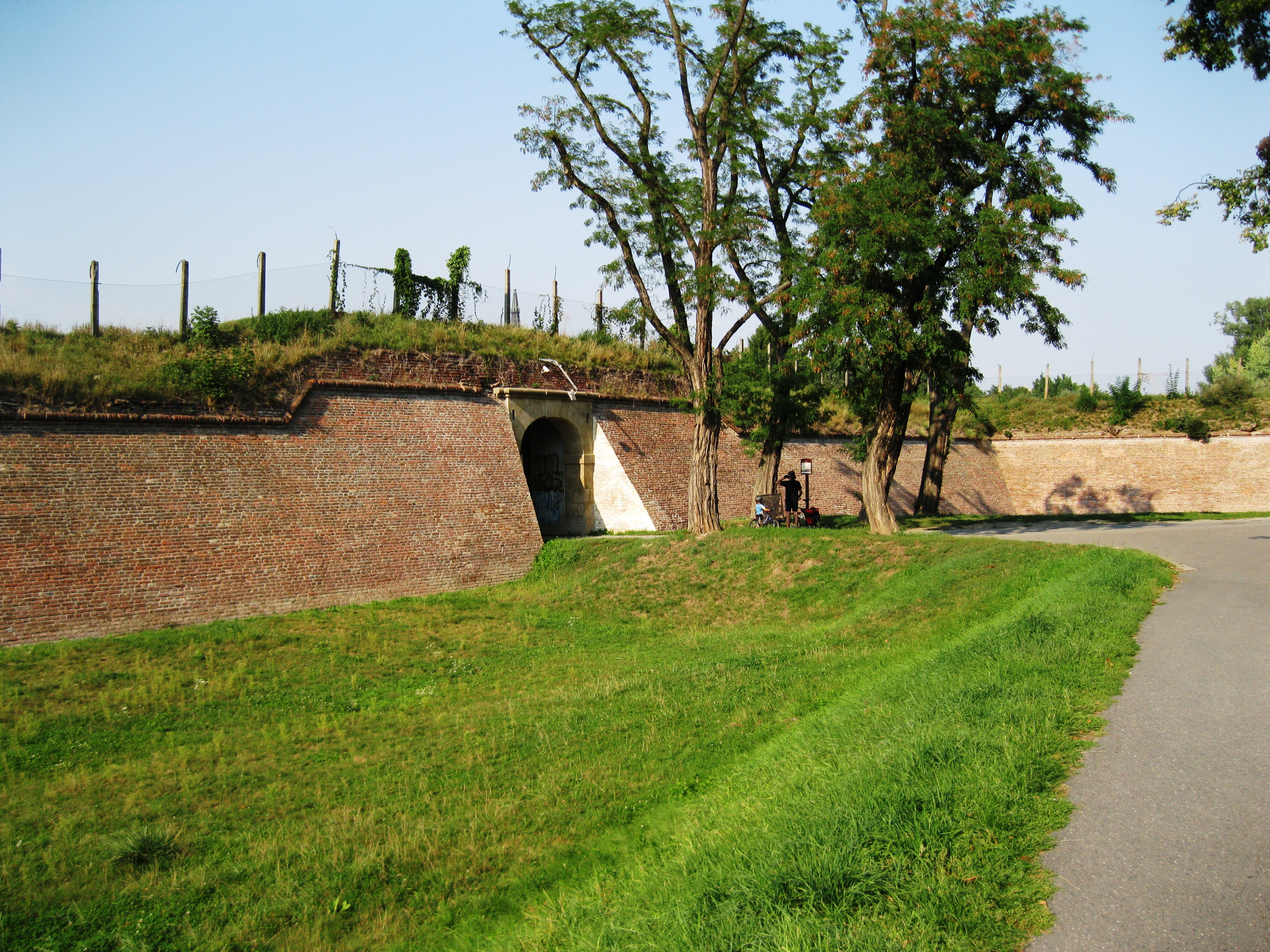
Kronenfestung

Während der Herrschaft der böhmischen Königin Maria Theresia erhielt Olmütz eine starke bastionierte Befestigung mit Ravelins, Kontergarden und anderen Außenwerken.
Im Siebenjährigen Krieg wollte Friedrich II. 1758 einem alten Plan zufolge österreichische Gebiete angreifen. Er hoffte durch die Eroberung der Festung Olmütz Maria Theresia zum Frieden zu zwingen. Das preußische Hauptheer marschierte im Mai 1758 in Mähren ein. Am 20. Mai war die Festung Olmütz durch das Heer eingeschlossen. Ein Belagerungskorps (ca. 8000 Mann) sollte die Besatzung überwinden. Währenddessen sicherte Friedrich II. das Unternehmen gegen die Armee Dauns.
Aufgrund der günstigen Lage von Olmütz und geschickter Manöver des österreichischen Kommandanten Ernst Dietrich Marschall von Burgholzhausen konnte Olmütz nicht völlig eingeschlossen werden. Dadurch gelang es Feldmarschall Daun, eine Verbindung mit der Festung herzustellen und die Besatzung zu jedem Zeitpunkt zu verstärken. Die Festung war nicht mehr einzunehmen, zumal ein großer preußischer Nachschub-Transport von Troppau kommend von den Österreichern unter Ernst Gideon von Laudon am 28. Juni bei Gundersdorf und am 30. Juni bei Domstadtl erfolgreich angegriffen wurde. Nach dieser Niederlage sah sich Friedrich II. gezwungen, am 1. Juli 1758 die Belagerung aufzugeben.

## Liste der Festungskommandanten von Olmütz
- 1642 Freiherr Anton Miniati von Campoli
- ?? Oberst Locatelli
- 1657 Mathias von Renz
- 1673 und 1684 Georg Ludwig Fuchs von Kandenberg
- 1686 Tobias von Haßlinger
- 1699 Gerhard von Herweg (auch Harwek oder Herbek)
- 1711 Graf Celidon
- 1717 Graf Schaumburg
- 1730 Freiherr Niklas von Falaize, Generalfeldwachtmeister
- 1741 Freiherr Josef von Terzy, Generalfeldwachtmeister
- ?? Freiherr Karl Gustav von Keuhl
- 1746 Karl Gottlieb von Arnswaldt, Generalfeldwachtmeister
- 1752 Lorenz von Vogtern
- 1755 Freiherr Karl Gustav von Keuhl
- 1758 Freiherr Ernst Dietrich von Marschall
- 1758 Freiherr Franz Alois von Haager
- 1767 Graf Johann Sigmund von Macquire, k. k. Feldzeugmeister
- 1775 Freiherr Hyacinth von Bretton  (1758 Unterkommandant der Festung)
- 1779 Blasius Kolumban von Bender, Feldmarschall-Lieutenant
- 1780 Freiherr Wilhelm von Schröder
- 1792 Freiherr Gabriel von Spleny
- 1793 Freiherr Wilhelm von Schröder[5]
- 1800 Graf Nikolaus von Colloredo-Mels
- 1803 Freiherr Joseph Cerrini de Monte Varchi
- 1803 Michael von Fröhlich
- 1809 Freiherr Josef von Froon-Kirchrath[6]
- 1812 Freiherr Anton von Zach
- 1825 Josef von Fölseis[7]
- 1830 Graf Josef von Radezky
- 1832 Freiherr Joseph von Lauer
- 1847 Freiherr Heinrich von Sunstenau[8]
- 1848 Freiherr von Wetzlar (provisorisch)[9]
- 1849 Ritter Karl Gorzkowski von Gorzkow
- 1850 Freiherr Josef von Böhm
- 1856 Graf Eduard Wengersky von Ungerschitz[10]
- 1857 Freiherr Johann von Susan[11]
- 1860 Freiherr Thomas Friedrich von Zobel
- 1864 Freiherr Johann von Vernier und Rougemont[12]
- 1866 Freiherr Josef von Jablonsky del Monte Berico[13]
- 1873 Freiherr Anton Benko von Boinik
- 1875 Freiherr Wilhelm Lenk von Wolfsberg
- 1877 Freiherr Carl von Drechsler
- 1880 Ritter Ludwig Fröhlich von Elmbach-Groara